# Unterseeboot 758
L'Unterseeboot 758 ou U-758 est un sous-marin allemand (U-Boot) de type VIIC utilisé par la Kriegsmarine pendant la Seconde Guerre mondiale.
Le sous-marin fut commandé le 9 octobre 1939 à Wilhelmshaven (Kriegsmarinewerft), sa quille fut posée le 18 mai 1940, il fut lancé le 1er mars 1941 et mis en service le 5 mai 1942, sous le commandement du Kapitänleutnant Helmut Manseck.
Il est désarmé en mars 1945 et démoli en 1946-1947.

## Conception
Unterseeboot type VII, l'U-758 avait un déplacement de 769 tonnes en surface et 871 tonnes en plongée. Il avait une longueur totale de 67,10 m, un maître-bau de 6,20 m, une hauteur de 9,60 m et un tirant d'eau de 4,74 m. Le sous-marin était propulsé par deux hélices de 1,23 m, deux moteurs diesel Germaniawerft M6V 40/46 de 6 cylindres en ligne de 1 400 cv à 470 tr/min, produisant un total de 2 060 à 2 350 kW en surface et de deux moteurs électriques Brown, Boveri & Cie GG UB 720/8 de 375 cv à 295 tr/min, produisant un total 550 kW, en plongée. Le sous-marin avait une vitesse en surface de 17,7 nœuds (32,8 km/h) et une vitesse de 7,6 nœuds (14,1 km/h) en plongée. Immergé, il avait un rayon d'action de 80 milles marins (150 km) à 4 nœuds (7,4 km/h; 4,6 milles par heure) et pouvait atteindre une profondeur de 230 m. En surface son rayon d'action était de 8 500 milles nautiques (soit 15 700 km) à 10 nœuds (19 km/h).
 L'U-758 était équipé de cinq tubes lance-torpilles de 53,3 cm (quatre montés à l'avant et un à l'arrière) qui contenait quatorze torpilles. Il était équipé d'un canon de 8,8 cm SK C/35 (220 coups) et d'un canon antiaérien de 20 mm Flak. Il pouvait transporter 26 mines TMA ou 39 mines TMB. Son équipage comprenait 4 officiers et 40 à 56 sous-mariniers.

## Historique
Il reçut sa formation de base au sein de la 6. Unterseebootsflottille jusqu'au 1er novembre 1942, puis il intégra sa formation de combat dans cette même flottille. À partir du 15 octobre 1944, il fut affecté au sein de la 33. Unterseebootsflottille.
Il quitte Kiel en Allemagne pour sa première patrouille sous les ordres du Kapitänleutnant Helmut Manseck le 14 novembre 1942. L'U-758 part autour de la ligne GIUK à la recherche de convois à l'Est de Terre-Neuve. Le matin du 8 décembre 1942, l'U-758 revendique un lancer de cinq torpilles sur un vapeur, aucun résultat n'étant confirmé. Au matin du 10 décembre 1942, il indique avoir coulé trois bâtiments du convoi HX-217, mais aucun n'est confirmé. Arrivé près de l'Islande, l'U-758 rencontre une forte escorte aérienne du convoi ; l'opération est abandonnée). Après 41 jours en mer, il rejoint son port d'attache de St. Nazaire qu'il atteint le 24 décembre 1942.
L'U-758 quitte Saint-Nazaire le 14 février 1943 pour l'Atlantique. L'U-758 et cinq autres U-Boote sont appelés en renfort pour traquer le convoi ONS-167, à l'est-sud-ouest de l'Irlande. Au matin du 21 février 1943, alors qu'il est en compagnie de l'U-664, les deux U-Boote plongent en constatant l'escorte du convoi.
 Tôt le 17 mars 1943, l'U-758 attaque le convoi HX-229 au milieu de l'Atlantique. Entre 0 h 23 et 0 h 25, l'U-758 tire deux torpille FAT et deux torpilles G7e contre le convoi. Il se targue de trois navires coulés et d'un autre endommagé. Le cargo hollandais Zaanlande et le cargo à vapeur américain James Oglethorpe sont coulés. Le pétrolier hollandais MV Magdala est manqué.
Le Zaanland, touché par une torpille du côté tribord, face au mât principal, coule par la poupe en environ dix minutes. Tous les hommes ont abandonné le navire dans des canots de sauvetage et sont secourus par les navires d'escorte.
Les opérations contre les deux convois prennent fin le 20 mars 1943, à l'ouest de l'Irlande.
Vers le 19 mars 1943, l'U-758 est peut-être ravitaillé par l'U-463 dans l'Atlantique Nord pour son retour vers la France.
 À son arrivée en France, l'U-758 remplace son artillerie anti-aérienne par des canons quadruples 'Vierling'. Des essais sont effectués en avril et mai 1943.
Le 15 mai 1943, il fait une sortie en mer pour deux jours.
L'U-758 quitte Bordeaux le 26 mai 1943 pour l'Atlantique. En navigation le 8 juin 1943, il signale un destroyer à l'ouest des Açores, faisant partie de l'escorte du convoi UGS-9. Le porte-avions d'escorte USS Bogue fait également partie du convoi.
 Au soir du 8 juin, l'U-758 est repéré en surface par un avion bombardier Avenger du porte-avions Bogue. Face à la défense anti-aérienne intense, l'avion lâche quatre charges de profondeur, sans succès. L'U-758 fait ensuite route vers le sud-ouest, il est de nouveau attaqué par un Avenger. Quatre autres charges de profondeur lui sont lancées qui ne donnent pas de résultat. L'avion est gravement endommagé et son radio est blessé. Le submersible est alors encerclé en surface par plusieurs avions chasseurs Wildcat qui le mitraillent. Ceux-ci sont repoussés par les canon anti-aérien du bateau. L'un des avions largue des charges de profondeur, obligeant l'U-Boot à plonger. Dix minutes plus tard, il fait surface et ouvre ule feu contre les avions. L'USS Clemson est  envoyé sur place, son attaque avec des charges de profondeur étant sans résultat.
Dans les premières heures du 9 juin 1943, l'U-758 fait surface pour recharger ses batteries. Il est dirigé vers l'U-118 le 10 juin 1943, en vue d'un transfert de onze membres d'équipage blessés lors des attaques.
 Le 12 juin 1943, l'U-758 recueille quelques survivants de l'U-118, coulé le même jour. 
Les résultats du sous-marin contre les attaques d'avions sont jugées suffisantes pour augmenter l'armement des sous-marins [réf. nécessaire] ; les conversions d'U-Boote en sous-marins anti-aériens (ou U-Flak) commencent. L'U-758 fait route vers la France, y arrivant le 25 juin 1943.
Il reprend la mer pour sa quatrième patrouille, du 1er septembre au 24 octobre 1943, soit 54 jours en mer, qui est sa plus longue, sans aucun succès. Le 23 septembre 1943, le submersible est attaqué par des charges de profondeur des escortes du convoi combiné ON-202/ONS-18.
 Durant la nuit du 8 octobre 1943, l'U-758 est l'un des huit U-Boote proches des navires de guerre du convoi SC-143. Il est repéré par le destroyer HMS Musketeer et attaqué par le destroyer polonais ORP Orkan, au sud-ouest de l'Islande. L'U-758 est ravitaillé entre le 15 et le 17 octobre 1943 pour son retour à la base.
Lors de sa cinquième patrouille, l'U-758 navigue dans une zone située à 400 milles nautiques du nord-ouest du cap Ortegal et le 5 janvier 1944, l'U-758 attaque sans succès une corvette.
 Le 11 janvier 1944, il est endommagé par des roquettes lors d'une attaque de deux avions Avenger venant de l'USS Block Island.
Il atteint Saint-Nazaire après 36 jours en mer le 20 janvier 1944.
Il reprend la mer pour sa sixième patrouille le 6 juin 1944. L'U-758 est l'un des dix-neuf U-Boote dépourvus de schnorchel qui reçoivent l'ordre de former une ligne à la ligne de profondeur de 200 mètres entre Brest et Bordeaux pour garder des U-Boote hors des ports en cas de leur invasion par les forces alliées. Les U-Boote vont ensuite à la ligne 100 mètres de profondeur, où ils se posent sur le fond pendant de longues périodes. La nuit les U-Boote sont harcelés continuellement par des attaques aériennes. Le 12 juin 1944, lorsque l'invasion des ports ne semble plus être d'actualité, les U-Bootr retournent à leur base et sont placés en alerte.
Mi-août 1944, le sous-marin part pour les eaux britanniques. L'U-758 est à présent équipé d'un schnorchel,. Il patrouille dans le canal de Bristol pendant deux semaines jusqu'à fin août 1944. Très peu de navires sont aperçus et des U-Boote patrouillant isolement dans les eaux côtières sont impuissants. Il atteint ensuite Bergen, en Norvège.
En octobre 1944, l'U-758 fait deux courtes sorties et mer en passant par Stavanger et par Flensburg.
Le 16 mars 1945 (ou 23 mars 1945 selon une autre source), l'U-758 est désarmé à Kiel après avoir été fortement endommagé lors d'un raid aérien de la 8.USAAF, le 11 mars 1945.
Il est capturé par les forces britanniques en mai 1945.
Il est démoli en 1946-1947.

## Affectations
- 6. Unterseebootsflottille du 5 mai 1942 au 1er novembre 1942 (Période de formation).
- 6. Unterseebootsflottille du 1er novembre 1942 au 14 octobre 1944 (Unité combattante).
- 33. Unterseebootsflottille du 15 octobre 1944 au 16 mars 1945 (Période de formation).

## Commandement
- Kapitänleutnant Helmut Manseck du 5 mai 1942 au 3 avril 1944 (Croix allemande).
- Oberleutnant zur See Hans-Arend Feindt du 4 avril 1944 au 16 mars 1945.

## Patrouilles
|       | Commandant              | Départ             | Départ      | Arrivée          | Arrivée     | Jours     | Succès   |
| ----- | ----------------------- | ------------------ | ----------- | ---------------- | ----------- | --------- | -------- |
| 1     | Kptlt. Helmut Manseck   | 14 novembre 1942   | Kiel        | 24 décembre 1942 | St. Nazaire | 41 jours  |          |
| 2     | Kptlt. Helmut Manseck   | 14 février 1943    | St. Nazaire | 30 mars 1943     | Bordeaux    | 45 jours  | 13 989   |
| 3     | Kptlt. Helmut Manseck   | 15 mai 1943        | Bordeaux    | 16 mai 1943      | Bordeaux    | 2 jours   |          |
| L     | Kptlt. Helmut Manseck   | 26 mai 1943        | Bordeaux    | 25 juin 1943     | St. Nazaire | 31 jours  |          |
| 4     | Kptlt. Helmut Manseck   | 1er septembre 1943 | St. Nazaire | 24 octobre 1943  | Lorient     | 54 jours  |          |
| 5     | Kptlt. Helmut Manseck   | 16 décembre 1943   | Lorient     | 20 janvier 1944  | St. Nazaire | 36 jours  |          |
| 6     | Oblt. Hans-Arend Feindt | 6 juin 1944        | St. Nazaire | 15 juin 1944     | St. Nazaire | 10 jours  |          |
| 7     | Oblt. Hans-Arend Feindt | 23 août 1944       | St. Nazaire | 10 octobre 1944  | Bergen      | 49 jours  |          |
|       | Oblt. Hans-Arend Feindt | 13 octobre 1944    | Bergen      | 14 octobre 1944  | Stavanger   | 2 jours   |          |
|       | Oblt. Hans-Arend Feindt | 19 octobre 1944    | Stavanger   | 25 octobre 1944  | Flensburg   | 7 jours   |          |
| Total | Total                   | Total              | Total       | Total            | Total       | 277 jours | 13 989 t |

Note : Kptlt. = Kapitänleutnant - Oblt. = Oberleutnant zur See

### OpérationsWolfpack
L'U-758 a opéré avec les Wolfpacks (meute de loups) durant sa carrière opérationnelle.
- Panzer (23 novembre - 11 décembre 1942)
- Sturmbock (21-24 février 1943)
- Burggraf (24-26 février 1943)
- Wildfang (26 février - 5 mars 1943)
- Raubgraf (7-20 mars 1943)
- Leuthen (15-24 septembre 1943)
- Rossbach (24 septembre - 9 octobre 1943)
- Borkum (24 décembre 1943 - 3 janvier 1944)
- Borkum 2 (3-13 janvier 1944)

## Navires coulés
L'U-758 a coulé 2 navires marchands totalisant 13 989 tonneaux au cours des 7 patrouilles (277 jours en mer) qu'il effectua.
| Date         | Nom              | Nationalité | Tonnage | Convoi | Fait  | Localisation         |
| ------------ | ---------------- | ----------- | ------- | ------ | ----- | -------------------- |
| 17 mars 1943 | Zaanland         | Pays-Bas    | 6 813   | HX-229 | Coulé | 50° 38′ N, 34° 46′ O |
| 17 mars 1943 | James Oglethorpe | USA         | 7 176   | HX-229 | Coulé | 50° 38′ N, 34° 46′ O |